# 亚历山大·亚历山德罗维奇·阿夫杰耶夫
亚历山大·亚历山德罗维奇·阿夫杰耶夫（羅馬化：Aleksandr Aleksandrovich Avdeyev；1975年8月12日—）是俄罗斯政治家和政治人物，自2022年9月16日起担任第五任弗拉基米尔州州长。
此前，他曾于2016年至2021年担任第七届国家杜马代表，并于2015年至2016年担任卡卢加州副州长和卡卢加州政府成员。他于2010年至2015年担任奥布宁斯克市市长。他是统一俄罗斯党成员。
阿夫杰耶夫于2022年因俄乌战争而受到加拿大政府制裁。

## 家庭
阿夫杰耶夫的妻子是银行职员斯韦特兰娜·维亚切斯拉沃芙娜·阿夫杰耶娃。他们有孩子。